# National Shooting Sports Foundation
La National Shooting Sports Foundation (NSSF) est une association commerciale nationale américaine pour l'industrie des armes à feu, basée à Newtown, dans le Connecticut. Créée en 1961, l'organisation compte plus de 8 000 membres: des fabricants d'armes à feu, des distributeurs, détaillants, stands de tir, clubs sportifs et médias,.
La mission de la NSSF est de « promouvoir, protéger et préserver la chasse et les sports de tir ». Outre la promotion de la possession d'armes à feu, la NSSF contribue à l'élaboration de normes de sécurité et d'instruction. La NSSF parraine le salon annuel de la chasse et des activités de plein air, le SHOT Show (en). La NSSF a plaidé en faveur de la politique des armes à feu aux États-Unis et des droits des armes à feu, notamment en s'opposant aux limites imposées aux chargeurs de grande capacité (en) et à l'utilisation généralisée de l'expression « arme d'assaut (en) ». Elle a également soutenu la législation autorisant le port d'armes dissimulées (en) et a présenté des propositions visant à interdire à l'Environmental Protection Agency de réglementer les produits chimiques contenus dans les munitions ainsi que dans d'autres sports tels que la pêche, où le plomb est couramment utilisé pour sa densité.

## Management
Steve Sanetti, président depuis 2008, est un ancien capitaine de l'armée et ancien président de Sturm Ruger & Co. où il a « "aidé à diriger" la réponse coordonnée et réussie aux poursuites municipales qui menaçaient l'industrie des armes à feu à la fin des années 1990 », selon un communiqué de presse de 2008.
Doug Painter, ancien président de la NSSF, est apparu dans une vidéo publiée par le groupe en 2009. Selon la Sunlight Foundation, la NSSF a dépensé 1,7 million de dollars en efforts de lobbying entre 1998 et 2012.

## SHOT Show
Le plus grand salon des armes à feu des États-Unis est le SHOT Show (en), qui a lieu tous les ans, parrainé par la NSSF. Il a attiré plus de 60 000 participants sur ses 192 000 mètres carrés d'espace d'exposition à Las Vegas. Il figure parmi les 25 plus grands salons professionnels du pays.

## Industrie et histoire
L'État du Connecticut a une longue histoire dans la fabrication d'armes à feu, qui remonte à Eli Whitney et Samuel Colt. Depuis 2000, alors que l'intérêt national pour la chasse a diminué selon un rapport, les fabricants d'armes ont de plus en plus misé sur la vente de fusils semi-automatiques puissants. Dans ce contexte, la NSSF s'est concentrée sur la commercialisation de fusils semi-automatiques.
Entre 2000 et 2003, la Federal Trade Commission a mené une enquête antitrust sur les acteurs de l'industrie des armes à feu, dont la NSSF. Il était allégué qu'ils boycottaient Smith & Wesson en raison de l'accord conclu par cette société avec l'administration Clinton pour exiger la vérification des antécédents des acheteurs et fournir des serrures pour les armes à feu. L'enquête a été suspendue en 2003 par l'administration Bush, le directeur juridique de la NSSF affirmant qu'elle avait été motivée par des considérations politiques.
En réponse à la fusillade de l'école primaire Sandy Hook survenue à Newtown le 14 décembre 2012, à 5 kilomètres du siège de l'organisation, la NSSF a exprimé ses condoléances sur son site web et s'est refusée à tout commentaire immédiat. Le mois suivant, Sanetti a noté que ses employés étaient personnellement affectés par le massacre de Newtown, déclarant lors d'un discours au SHOT Show 2013 : « Qui d'entre nous n'a pas été ému par cette tragédie indescriptible qui a été infligée par un homme dérangé aux enfants de Newtown, notre maison même en tant que NSSF ? ».

## NSSF et développement des stands de tir
Au sein de l'industrie des armes à feu, la National Shooting Sports Foundation encourage le développement d'installations de stands de tir à la pointe de la technologie en jouant un rôle moteur en matière d'information, de communication et de partenariats entre les stands de tir, l'industrie et la société. Pour répondre aux critères de la National Shooting Sports Foundation, un stand de tir doit faire preuve d'excellence dans tous les aspects de sa gestion et de son fonctionnement. Les stands de tir sont évalués en fonction de l'apparence, de la gestion, du service à la clientèle, des équipements, du développement de la clientèle et des relations avec la communauté. Le premier stand de tir à recevoir cette distinction a été H&H Shooting Sports (en) à Oklahoma City, dans l'Oklahoma. Il y a actuellement 33 stands de tir qui ont reçu la distinction d'installation Cinq Étoiles.

## Législation
La NSSF a soutenu le Bipartisan Sportsmen's Act of 2014 (en). La NSSF a remercié le sénateur Thad Cochran pour avoir coparrainé le projet de loi.